# Spreyton (Australië)
Spreyton is een plaats in de Australische deelstaat Tasmanië en telt 934 inwoners (2006).